# June Ritchie
June Ritchie (* 31. Mai 1938 in Manchester, Vereinigtes Königreich) ist eine ehemalige britische Schauspielerin.

## Leben und Wirken
Ritchie erhielt Ende der 1950er Jahre ihre künstlerische Ausbildung an der Royal Academy of Dramatic Art und sammelte anschließend ein wenig Theatererfahrung. Schlagartig bekannt wurde sie 1961 mit der Schreibkraft Ingrid in dem neoveristischen Zeitdrama Nur ein Hauch Glückseligkeit, einem der bekanntesten Filme des British New Wave. Daraufhin wurde man auch in Deutschland auf die blonde Britin aufmerksam und bot ihr die Rolle der Polly Peachum in Wolfgang Staudtes Neuverfilmung von Bertolt Brechts Die Dreigroschenoper an. Der Film floppte, beschädigte aber June Ritchies Karriere im heimischen England nicht. Dennoch hatte sie ihren Zenit als Filmkünstlerin bereits überschritten, und nach ihrer Mitwirkung in der Kleinstaat- und Weltraumposse Auch die Kleinen wollen nach oben trat June Ritchie nur noch in einigen weiteren, gänzlich unbedeutenden Kinofilmen und einer Reihe von Fernsehfilmen und -serien auf. 1988 zog sie sich von der Film- und Fernsehschauspielerei zurück.

## Filmografie
- 1961: Nur ein Hauch Glückseligkeit (A Kind of Loving)
- 1961: Live Now, Pay Later
- 1962: Auch die Kleinen wollen nach oben (The Mouse on the Moon)
- 1963: Die Dreigroschenoper
- 1963: The World Ten Times Over
- 1964: This Is My Street
- 1965: Heiress of Garth (TV-Serie)
- 1965: Simon Templar (The Saint) (TV-Serie, eine Folge)
- 1967: Der Baron (The Baron)  (TV-Serie, eine Folge)
- 1968: Père Goriot (TV-Mehrteiler)
- 1968: The Syndicate
- 1971: Die 2 (The Persuaders!) (TV-Serie, eine Folge)
- 1972: Hunted (Kurzfilm)
- 1974: Sam (TV-Serie, zwei Folgen)
- 1975: You’re on Your Own (TV-Serie, drei Folgen)
- 1978: Crown Court (TV-Serie, eine Folge)
- 1979: Bloomers (TV-Serie, zwei Folgen)
- 1980: The Mallens (TV-Serie)
- 1983: A Brother’s Tale (TV-Serie)
- 1984: Späte Blüte (December Flower)
- 1988: Inspektor Wexford ermittelt (Ruth Rendell Mysteries, TV-Serie)